# Portugália az 1984. évi nyári olimpiai játékokon
Portugália az egyesült államokbeli Los Angelesben megrendezett 1984. évi nyári olimpiai játékok egyik részt vevő nemzete volt. Az országot az olimpián 11 sportágban 38 sportoló képviselte, akik összesen 3 érmet szereztek.

## Érmesek
| Érem  | Versenyző      | Sportág  | Versenyszám   |
| ----- | -------------- | -------- | ------------- |
| Arany | Carlos Lopes   | Atlétika | Férfi maraton |
| Bronz | António Leitão | Atlétika | Férfi 5000 m  |
| Bronz | Rosa Mota      | Atlétika | Női maraton   |

## Atlétika
Férfi
| Versenyző        | Versenyszám     | Előfutam | Előfutam | Előfutam | Negyeddöntő | Negyeddöntő | Negyeddöntő | Elődöntő | Elődöntő | Elődöntő | Döntő         | Döntő         |
| Versenyző        | Versenyszám     | Idő      | Hely.    | Össz.    | Idő         | Hely.       | Össz.       | Idő      | Hely.    | Össz.    | Idő           | Helyezés      |
| ---------------- | --------------- | -------- | -------- | -------- | ----------- | ----------- | ----------- | -------- | -------- | -------- | ------------- | ------------- |
| Luís Barroso     | 100 m           | 10,76    | 4.       | 50.**    | kiesett     | kiesett     | kiesett     | kiesett  | kiesett  | kiesett  | kiesett       | kiesett       |
| Luís Barroso     | 200 m           | 22,03    | 6.       | 57.      | kiesett     | kiesett     | kiesett     | kiesett  | kiesett  | kiesett  | kiesett       | kiesett       |
| António Leitão   | 5000 m          | 13:51,33 | 1.       | 22.      |             |             |             | 13:39,76 | 2.       | 12.      | 13:09,20      |               |
| Ezequiel Canário | 5000 m          | 13:43,28 | 1.       | 1.       |             |             |             | 13:32,64 | 9.       | 9.       | 13:26,50      | 9.            |
| João Campos      | 5000 m          | 13:46,27 | 5.       | 12.*     |             |             |             | 13:34,46 | 10.      | 10.      | kiesett       | kiesett       |
| Fernando Mamede  | 10 000 m        | 28:21,87 | 1.       | 9.       |             |             |             |          |          |          | nem ért célba | nem ért célba |
| Carlos Lopes     | Maraton         |          |          |          |             |             |             |          |          |          | 2:09:21       |               |
| Cidálio Caetano  | Maraton         |          |          |          |             |             |             |          |          |          | nem ért célba | nem ért célba |
| Delfim Moreira   | Maraton         |          |          |          |             |             |             |          |          |          | nem ért célba | nem ért célba |
| José Pinto       | 20 km gyaloglás |          |          |          |             |             |             |          |          |          | 1:30:54       | 25.           |
| José Pinto       | 50 km gyaloglás |          |          |          |             |             |             |          |          |          | 4:04:42       | 8.            |

Női
| Versenyző          | Versenyszám | Előfutam      | Előfutam      | Előfutam      | Elődöntő | Elődöntő | Elődöntő | Döntő   | Döntő    |
| Versenyző          | Versenyszám | Idő           | Hely.         | Össz.         | Idő      | Hely.    | Össz.    | Idő     | Helyezés |
| ------------------ | ----------- | ------------- | ------------- | ------------- | -------- | -------- | -------- | ------- | -------- |
| Albertina Machado  | 800 m       | 2:05,74       | 5.            | 17.           | kiesett  | kiesett  | kiesett  | kiesett | kiesett  |
| Albertina Machado  | 3000 m      | 9:01,77       | 4.            | 17.           |          |          |          | kiesett | kiesett  |
| Aurora Cunha       | 3000 m      | 8:46,38       | 4.            | 8.            |          |          |          | 8:46,37 | 6.       |
| Rosa Mota          | 3000 m      | nem ért célba | nem ért célba | nem ért célba |          |          |          | kiesett | kiesett  |
| Rosa Mota          | Maraton     |               |               |               |          |          |          | 2:26:57 |          |
| Rita Borralho      | Maraton     |               |               |               |          |          |          | 2:50:58 | 38.*     |
| Conceição Ferreira | Maraton     |               |               |               |          |          |          | 2:50:58 | 38.*     |

* - egy másik versenyzővel azonos eredményt ért el

** - két másik versenyzővel azonos eredményt ért el

## Cselgáncs
| Versenyző       | Versenyszám | Csoport | Selejtező                | 32-es főtábla               | Nyolcaddöntő              | Negyeddöntő       | Elődöntő          | Vigaszág nyolcaddöntő | Vigaszág negyeddöntő     | Vigaszág elődöntő | Bronz- mérkőzés   | Döntő             | Helyezés |
| Versenyző       | Versenyszám | Csoport | Ellenfél Eredmény        | Ellenfél Eredmény           | Ellenfél Eredmény         | Ellenfél Eredmény | Ellenfél Eredmény | Ellenfél Eredmény     | Ellenfél Eredmény        | Ellenfél Eredmény | Ellenfél Eredmény | Ellenfél Eredmény | Helyezés |
| --------------- | ----------- | ------- | ------------------------ | --------------------------- | ------------------------- | ----------------- | ----------------- | --------------------- | ------------------------ | ----------------- | ----------------- | ----------------- | -------- |
| João Neves      | Légsúly     | B       |                          | Hoszokava Sindzsi (JPN) · V |                           |                   |                   |                       | Luiz Shinohara (BRA) · V | kiesett           | kiesett           |                   | 9.       |
| Rui Rosa        | Harmatsúly  | A       | erőnyerő                 | Stephen Gawthorpe (GBR) · V | kiesett                   | kiesett           | kiesett           |                       |                          |                   |                   |                   | 20.      |
| Hugo d'Assunção | Könnyűsúly  | B       |                          | Federico Vizcarra (MEX) · V | kiesett                   | kiesett           | kiesett           |                       |                          |                   |                   |                   | 19.      |
| António Roquete | Váltósúly   | A       | Javier Condor (CRC) · GY | Abdoulaye Diallo (GUI) · GY | Süheyl Yeşilnur (TUR) · V | kiesett           | kiesett           |                       |                          |                   |                   |                   | 14.      |

## Íjászat
| Versenyző  | Versenyszám  | 1. forduló | 1. forduló | 2. forduló | 2. forduló | Összesítés | Összesítés |
| Versenyző  | Versenyszám  | Pont       | Hely.      | Pont       | Hely.      | Pont       | Helyezés   |
| ---------- | ------------ | ---------- | ---------- | ---------- | ---------- | ---------- | ---------- |
| Rui Santos | Férfi egyéni | 1173       | 47.        | 1151       | 53.        | 2324       | 51.        |

## Műugrás
Női
| Versenyző        | Versenyszám    | Selejtező | Selejtező | Döntő   | Döntő    |
| Versenyző        | Versenyszám    | Pont      | Helyezés  | Pont    | Helyezés |
| ---------------- | -------------- | --------- | --------- | ------- | -------- |
| Joana Figueiredo | Egyéni műugrás | 374,07    | 22.       | kiesett | kiesett  |

## Öttusa
| Versenyző                                  | Versenyszám | Lovaglás | Lovaglás | Lovaglás | Vívás    | Vívás | Vívás | Úszás    | Úszás | Úszás | Lövészet | Lövészet | Lövészet | Futás    | Futás | Futás | Összesen    | Összesen |
| Versenyző                                  | Versenyszám | Idő      | Pont     | Hely.    | Pontszám | Pont  | Hely. | Idő      | Pont  | Hely. | Eredmény | Pont     | Hely.    | Idő      | Pont  | Hely. | Összes pont | Helyezés |
| ------------------------------------------ | ----------- | -------- | -------- | -------- | -------- | ----- | ----- | -------- | ----- | ----- | -------- | -------- | -------- | -------- | ----- | ----- | ----------- | -------- |
| Luís Monteiro                              | Egyéni      | 1:34,77  | 1070     | 10.      | 12–39    | 472   | 52.   | 3:52,469 | 1016  | 49.   | 188      | 868      | 33.      | 14:46,20 | 906   | 48.   | 4332        | 43.      |
| Roberto Durão                              | Egyéni      | 1:53,46  | 918      | 39.      | 24–27    | 736   | 32.   | 4:06,448 | 904   | 52.   | 194      | 956      | 15.      | 15:19,24 | 807   | 51.   | 4321        | 44.      |
| Manuel Barroso                             | Egyéni      | 2:23,42  | 818      | 45.      | 21–30    | 670   | 42.   | 3:29,066 | 1200  | 22.   | 164      | 340      | 51.      | 13:56,09 | 1057  | 26.   | 4085        | 49.      |
| Luís Monteiro Roberto Durão Manuel Barroso | Csapat      |          | 2806     | 12.      |          | 1878  | 16.   |          | 3120  | 16.   |          | 2164     | 16.      |          | 2770  | 15.   | 12 738      | 16.      |

## Sportlövészet
Férfi
| Versenyző         | Versenyszám          | Pont | Helyezés |
| ----------------- | -------------------- | ---- | -------- |
| Francisco Neto    | Gyorstüzelő pisztoly | 586  | 20.      |
| José Jacques Pena | Gyorstüzelő pisztoly | 571  | 42.      |
| José Jacques Pena | Szabadpisztoly       | 533  | 39.      |

Női
| Versenyző     | Versenyszám   | Pont | Helyezés |
| ------------- | ------------- | ---- | -------- |
| Isabel Chitas | Sportpisztoly | 572  | 15.      |

Nyílt
| Versenyző   | Versenyszám | Pont | Helyezés |
| ----------- | ----------- | ---- | -------- |
| José Faria  | Trap        | 179  | 28.      |
| João Rebelo | Trap        | 168  | 54.      |

## Súlyemelés
| Versenyző        | Versenyszám | Szakítás | Szakítás | Lökés                    | Lökés                    | Összesen | Helyezés |
| Versenyző        | Versenyszám | Eredmény | Helyezés | Eredmény                 | Helyezés                 | Összesen | Helyezés |
| ---------------- | ----------- | -------- | -------- | ------------------------ | ------------------------ | -------- | -------- |
| Raúl Diniz       | 52 kg       | 82,5     | 17.      | érvényes kísérlet nélkül | érvényes kísérlet nélkül | kiesett  | kiesett  |
| Francisco Coelho | 90 kg       | 150,0    | 8.       | 190,0                    | 13.                      | 340,0    | 13.      |

## Torna

### Ritmikus gimnasztika
| Versenyző         | Versenyszám | Selejtező | Selejtező | Döntő   | Döntő    |
| Versenyző         | Versenyszám | Pont      | Hely.     | Pont    | Helyezés |
| ----------------- | ----------- | --------- | --------- | ------- | -------- |
| Margarida Carmo   | Egyéni      | 36,25     | 16.       | 54,575  | 18.      |
| María João Falcão | Egyéni      | 35,90     | 22.       | kiesett | kiesett  |

## Úszás
Férfi
| Versenyző         | Versenyszám    | Előfutam | Előfutam | Előfutam | Döntő   | Döntő   | Döntő   | Helyezés |
| Versenyző         | Versenyszám    | Idő      | Hely.    | Össz.    | Típus   | Idő     | Hely.   | Helyezés |
| ----------------- | -------------- | -------- | -------- | -------- | ------- | ------- | ------- | -------- |
| Alexandre Yokochi | 100 m mell     | 1:07,80  | 5.       | 34.*     | kiesett | kiesett | kiesett | kiesett  |
| Alexandre Yokochi | 200 m mell     | 2:19,76  | 2.       | 7.       | A       | 2:20,69 | 7.      | 7.       |
| João Santos       | 100 m pillangó | 58,17    | 6.       | 37.      | kiesett | kiesett | kiesett | kiesett  |
| João Santos       | 200 m pillangó | 2:04,72  | 5.       | 23.      | kiesett | kiesett | kiesett | kiesett  |

* - egy másik versenyzővel azonos eredményt ért el

## Vitorlázás
Férfi
| Versenyző           | Versenyszám     | Futam | Futam | Futam | Futam  | Futam | Futam | Futam | Pontszám | Helyezés |
| Versenyző           | Versenyszám     | 1     | 2     | 3     | 4      | 5     | 6     | 7     | Pontszám | Helyezés |
| ------------------- | --------------- | ----- | ----- | ----- | ------ | ----- | ----- | ----- | -------- | -------- |
| José Pedro Monteiro | Szörfvitorlázás | 24,0  | 28,0  | 29,0  | (32,0) | 23,0  | 29,0  | 19,0  | 152,0    | 22.      |

Nyílt
| Versenyző                      | Versenyszám | Futam | Futam  | Futam | Futam | Futam | Futam | Futam | Pontszám | Helyezés |
| Versenyző                      | Versenyszám | 1     | 2      | 3     | 4     | 5     | 6     | 7     | Pontszám | Helyezés |
| ------------------------------ | ----------- | ----- | ------ | ----- | ----- | ----- | ----- | ----- | -------- | -------- |
| António Correia Henrique Anjos | Csillaghajó | 19,0  | (25,0) | 21,0  | 24,0  | 20,0  | 22,0  | 22,0  | 128,0    | 17.      |

## Vívás
Férfi
| Versenyző       | Versenyszám  | Selejtező | Selejtező | Selejtező         | Selejtező | Selejtező         | Selejtező | Főtábla           | Főtábla           | Vigaszág          | Vigaszág          | Negyeddöntő       | Elődöntő          | Döntő             | Helyezés |
| Versenyző       | Versenyszám  | 1. kör | 1. kör    | 2. kör            | 2. kör    | 3. kör            | 3. kör    | 1. kör            | 2. kör            | 1. kör            | 2. kör            | Negyeddöntő       | Elődöntő          | Döntő             | Helyezés |
| Versenyző       | Versenyszám  | Ellenfél Eredmény | Hely.     | Ellenfél Eredmény | Hely.     | Ellenfél Eredmény | Hely.     | Ellenfél Eredmény | Ellenfél Eredmény | Ellenfél Eredmény | Ellenfél Eredmény | Ellenfél Eredmény | Ellenfél Eredmény | Ellenfél Eredmény | Helyezés |
| --------------- | ------------ | --- | --------- | ----------------- | --------- | ----------------- | --------- | ----------------- | ----------------- | ----------------- | ----------------- | ----------------- | ----------------- | ----------------- | -------- |
| João Marquilhas | Kard, egyéni | 2. csoport · John Zarno (GBR) · 3–5 · Vang Zsuj-csi (Wang Ruiji) (CHN) · 2–5 · Jörg Stratmann (FRG) · 4–5 · Mike Lofton (USA) · 4–5 · Jean-François Lamour (FRA) · 3–5 · | 6.        | kiesett           | kiesett   | kiesett           | kiesett   | kiesett           | kiesett           | kiesett           | kiesett           | kiesett           | kiesett           | kiesett           | 31.      |